# 사데그 구다르지
사데그 구다르지(페르시아어: صادق گودرزى,‎ 1987년 9월 22일~)는 이란의 전직 레슬링 선수이다. 2012년 하계 올림픽 자유형 웰터급에서 은메달을 획득했으며 세계 선수권 대회에서 은메달 2개, 동메달 1개, 아시안 게임에서 금메달 1개, 아시아 선수권 대회에서 금메달 2개를 획득했다.